# Курелья
Курелья (італ. Курелья) — громада  в Швейцарії в кантоні Тічино, округ Лугано.

## Географія
Громада розташована на відстані близько 155 км на південний схід від Берна, 19 км на південь від Беллінцони.
Курелья має площу 1,1 км², з яких на 50,9% дозволяється будівництво (житлове та будівництво доріг), 6,4% використовуються в сільськогосподарських цілях, 42,7% зайнято лісами, 0% не є продуктивними (річки, льодовики або гори).

## Демографія
2019 року в громаді мешкало 1422 особи (+7,3% порівняно з 2010 роком), іноземців було 16,5%. Густота населення становила 1342 осіб/км².
За віковим діапазоном населення розподілялося таким чином: 19,7% — особи молодші 20 років, 58% — особи у віці 20—64 років, 22,3% — особи у віці 65 років та старші. Було 632 помешкань (у середньому 2,2 особи в помешканні).
Із загальної кількості 344 працюючих 5 було зайнятих в первинному секторі, 82 — в обробній промисловості, 257 — в галузі послуг.